# FC Kärnten
Az FC Kärnten egy osztrák labdarúgóklub, melynek székhelye Klagenfurtban volt. 1999-ben alapították és 2009-ben szűnt meg. A Sportzentrum Fischl-ben játszották hazai mérkőzéseiket.

## Utolsó keret keret
| #  |                     | Poszt | Név                |
| -- | ------------------- | ----- | ------------------ |
| 1  | ausztria            | K     | Gregor David Ebner |
| 4  | cseh                | V     | Thomas Cap         |
| 5  | Kongó               | V     | Makanda Mpkaka     |
| 6  | ausztria            | V     | Michael Ogris      |
| 7  | cseh                | KP    | Michal Kordula     |
| 8  | macedónia           | KP    | Murat Veliu        |
| 9  | Bosznia-Hercegovina | CS    | Mihmet Topcagic    |
| 10 | ausztria            | KP    | David Tamegger     |

| #  |                     | Poszt | Név                 |
| -- | ------------------- | ----- | ------------------- |
| 15 | Bosznia-Hercegovina | KP    | Salih Alic          |
| 16 | ausztria            | KP    | Hans Christian Rabl |
| 17 | cseh                | CS    | Michael Kulnik      |
| 18 | szlovénia           | CS    | Darko Kremenovic    |
| 19 | horvát              | CS    | Danijel Micic       |
| 21 | horvát              | V     | Nico Hrstic         |
| 23 | török               | V     | Murat Safin         |

## Nemzetközi mérkőzések
| Sorozat                | Forduló    | Klub               | Otthon | Idegenben | Össz. |
| ---------------------- | ---------- | ------------------ | ------ | --------- | ----- |
| 2001–2002-es UEFA-kupa | Első kör   | PAÓK               | 0–0    | 0–4       | 0–4   |
| 2002–2003-as UEFA-kupa | Selejtezők | Liepājas Metalurgs | 4–2    | 2–0       | 6–2   |
| 2002–2003-as UEFA-kupa | Első kör   | Hapóél Tel-Aviv    | 0–4    | 1–0       | 1–4   |
| 2003–2004-es UEFA-kupa | Selejtezők | Grindavík          | 2–1    | 1–1       | 3–2   |
| 2003–2004-es UEFA-kupa | Első kör   | Feyenoord          | 0–1    | 1–2       | 1–3   |

## Külső hivatkozások
- fckaernten.com Hivatalos honlap (Német)